# انتشار موج

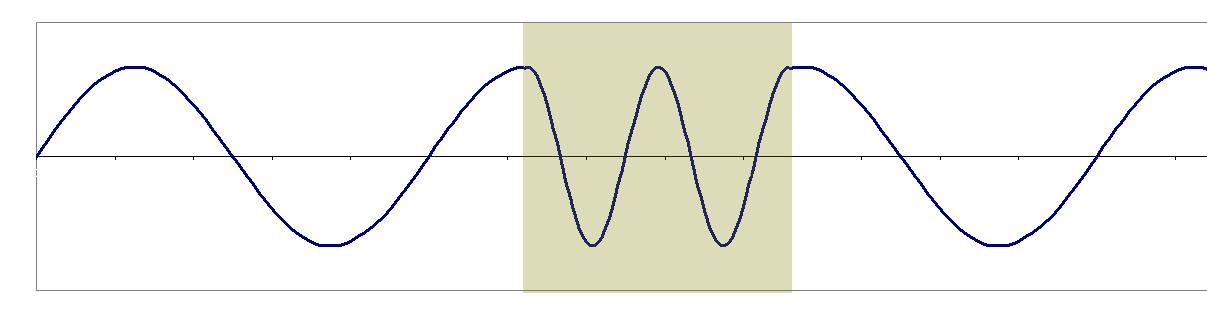
نمایی از انتشار و جابه‌جایی موج‌

انتشار موج به هر یک از از روش‌های جابه‌جایی موج‌ها گفته می‌شود.
در مورد موج‌های الکترومغناطیسی انتشار ممکن است در خلاء یا در محیط مادی صورت پذیرد اما بیشتر دیگر گونه‌های موج نمی‌توانند در خلاء انتشار یابند.
یک پارامتر مفید برای توصیف انتشار، سرعت موج است، که بیشتر از همه به چگالی محیط انتقال وابسته است.